# Hipodamía

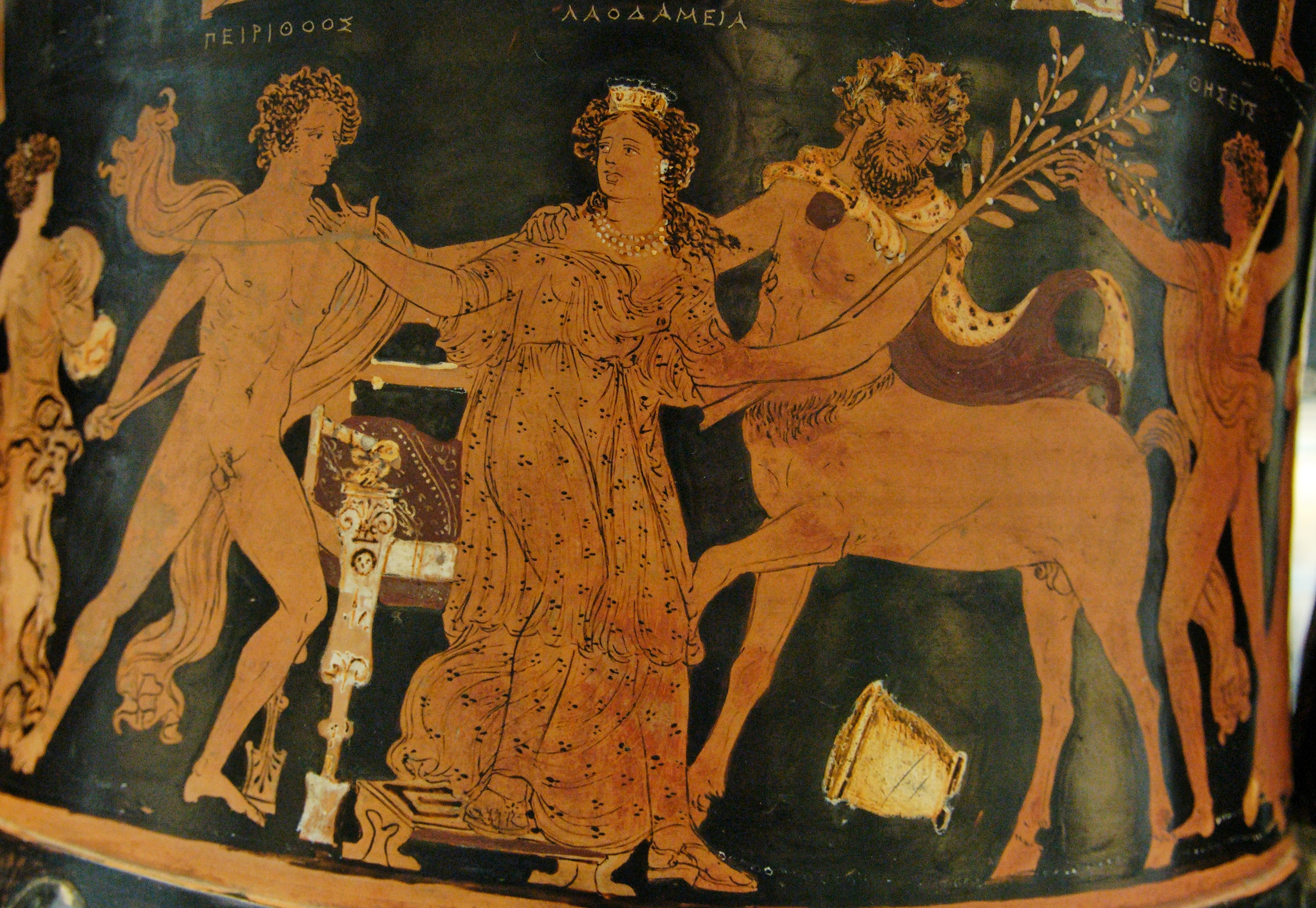
Un centauro dispuesto a llevarse a Hipodamía, llamada aquí Laodamía (Λαοδάμεια); Pirítoo y Teseo, prestos a impedirlo. Crátera de cáliz de figuras rojas del estilo de Apulia. Anzio; ca. 350 - 340 a. C.

En la mitología griega, Hipodamía o Hipódame (en griego, Ἱπποδάμεια) — también llamada Deidamía (Δηιδάμεια), Laodamía, Hipobotea, Día o Iscómaca—  era una de las mujeres más hermosas de su generación. Se dice que su padre era Butes o Átrace o bien un tal Adrasto. Apolodoro dice que Hipodamía era «pariente de los centauros» y que estos a su vez habían nacido de Centauro, hijo de Ixión y una nube. Es más conocida por ser esposa de Pirítoo, el rey de los lápitas. Piritoo e Hipodamía tuvieron un hijo al que llamaron Polipetes, que intervendría en la guerra de Troya. Poco tiempo después de dar a luz a su hijo Hipodamía murió.
El día de su boda, Pirítoo invitó a un fastuoso banquete a todos los habitantes de la región, incluidos los centauros. Pero estos, que nunca habían probado el vino, se emborracharon y Éurito o Euritión intentó violar a Hipodamía, mientras que el resto de centauros a las otras mujeres y a los muchachos que habían acudido al banquete. Este fue el origen de la famosa centauromaquia, o lucha entre centauros y lápitas, que acabó con la derrota de los primeros, gracias a la intervención de Pirítoo y de su fiel amigo Teseo. Muchos murieron a mano de Teseo y Pirítoo pero el resto fue expulsado y se marcharon entonces al monte Fóloe de Arcadia.